# تاچیبانا نو کاچیکو
تاچیبانا نو کاچیکو (به ژاپنی: 橘 嘉智子 Tachibana no Kachiko)؛ 786 – ۱۷ ژوئن ۸۵۰) همسر غیراصلی امپراتور ساگا اهل ژاپن بود.